# اوسموسار
اوسموسار (به لاتین: Osmussaar) یک جزیره در استونی است که در دریای بالتیک واقع شده و جز شهرستان لنه محسوب می‌شود.
این جزیه دارای ۴ نفر جمعیت، ۴٫۸ کیلومتر مربع مساحت، ۴٫۶ کیلومتر طول و ۱٫۳ کیلومتر عرض می‌باشد.

## نگارخانه

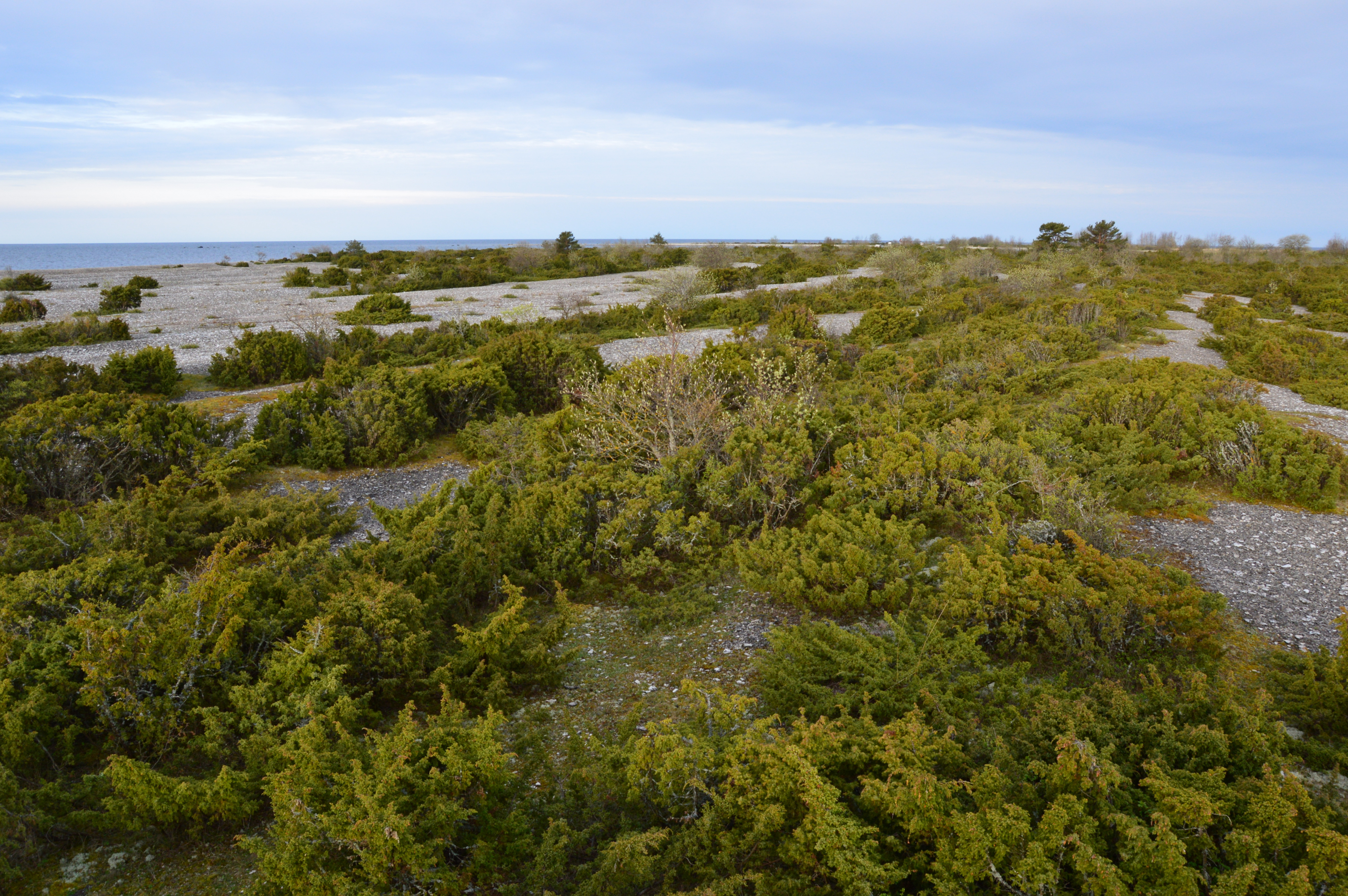
پیرو.
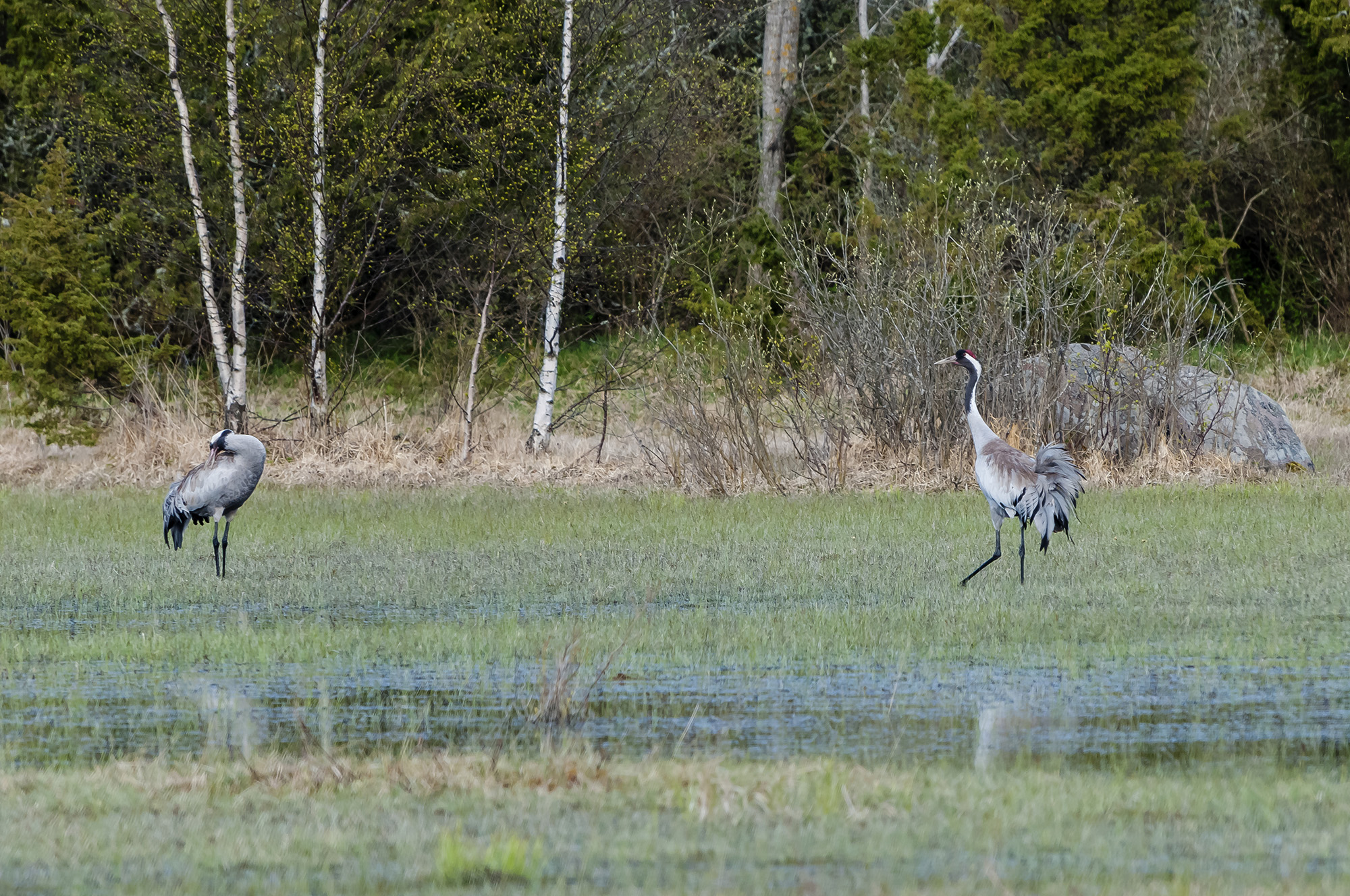
درنای اوراسیایی.
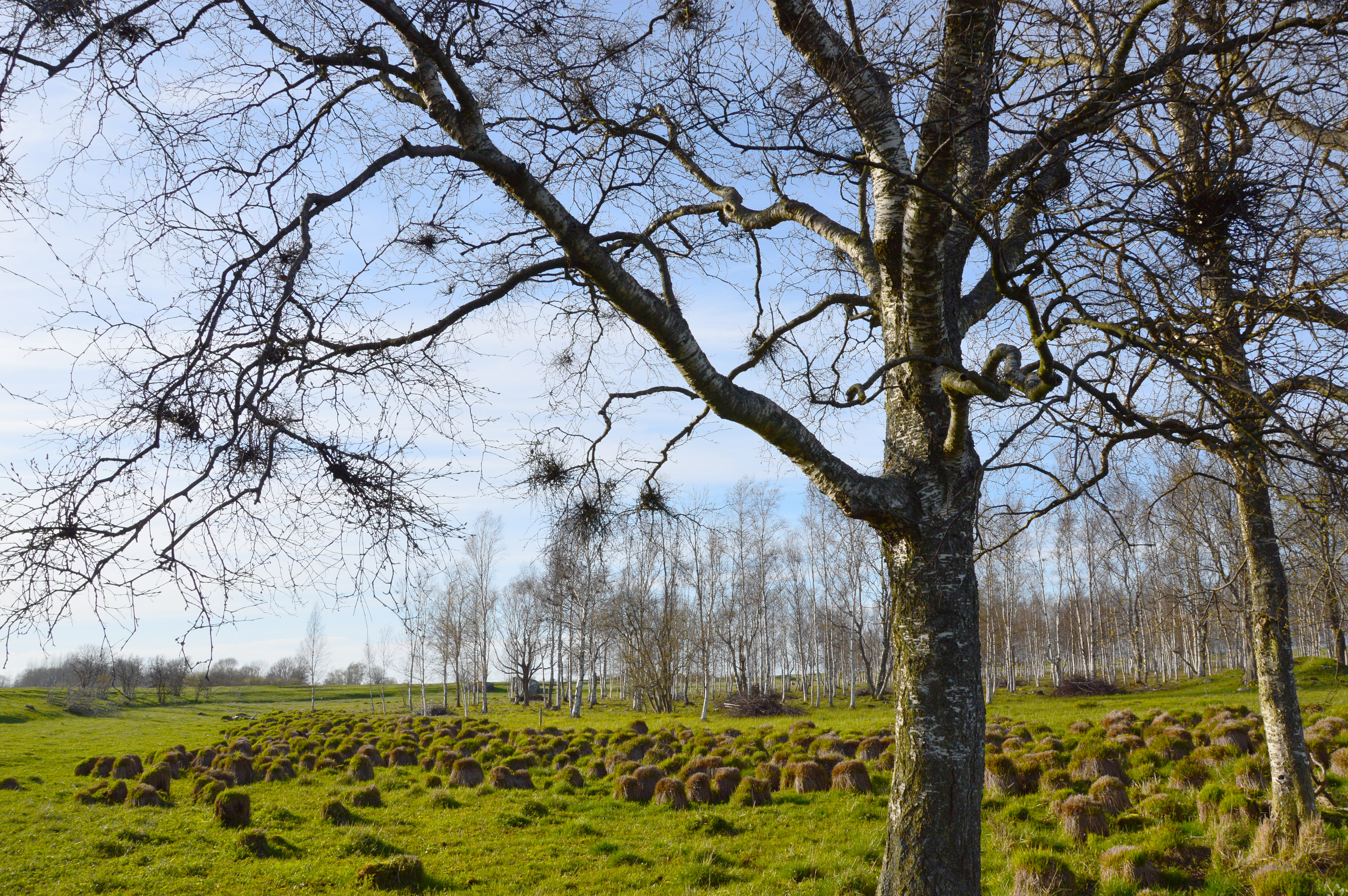
جگن.
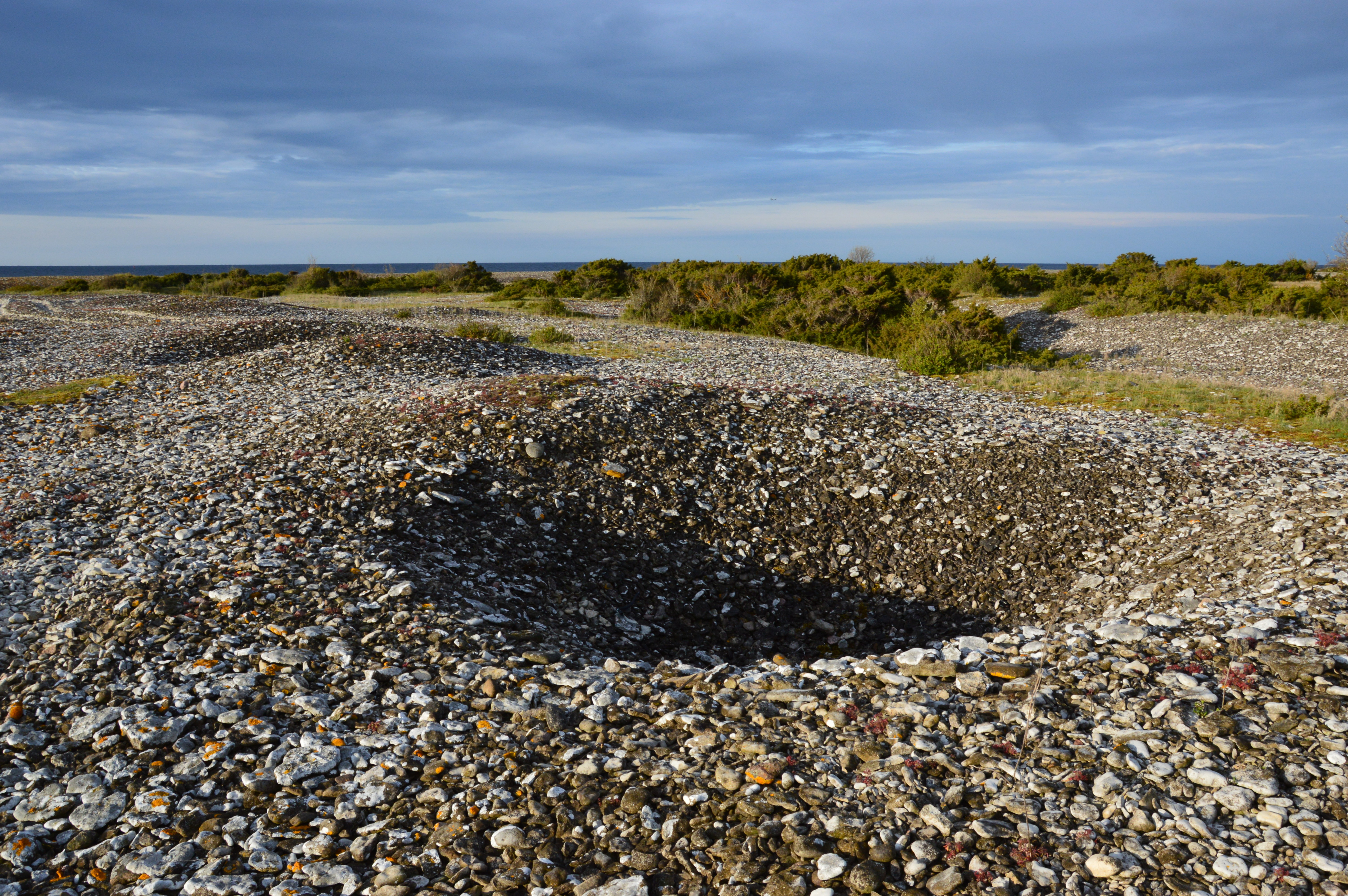
Local landscape.
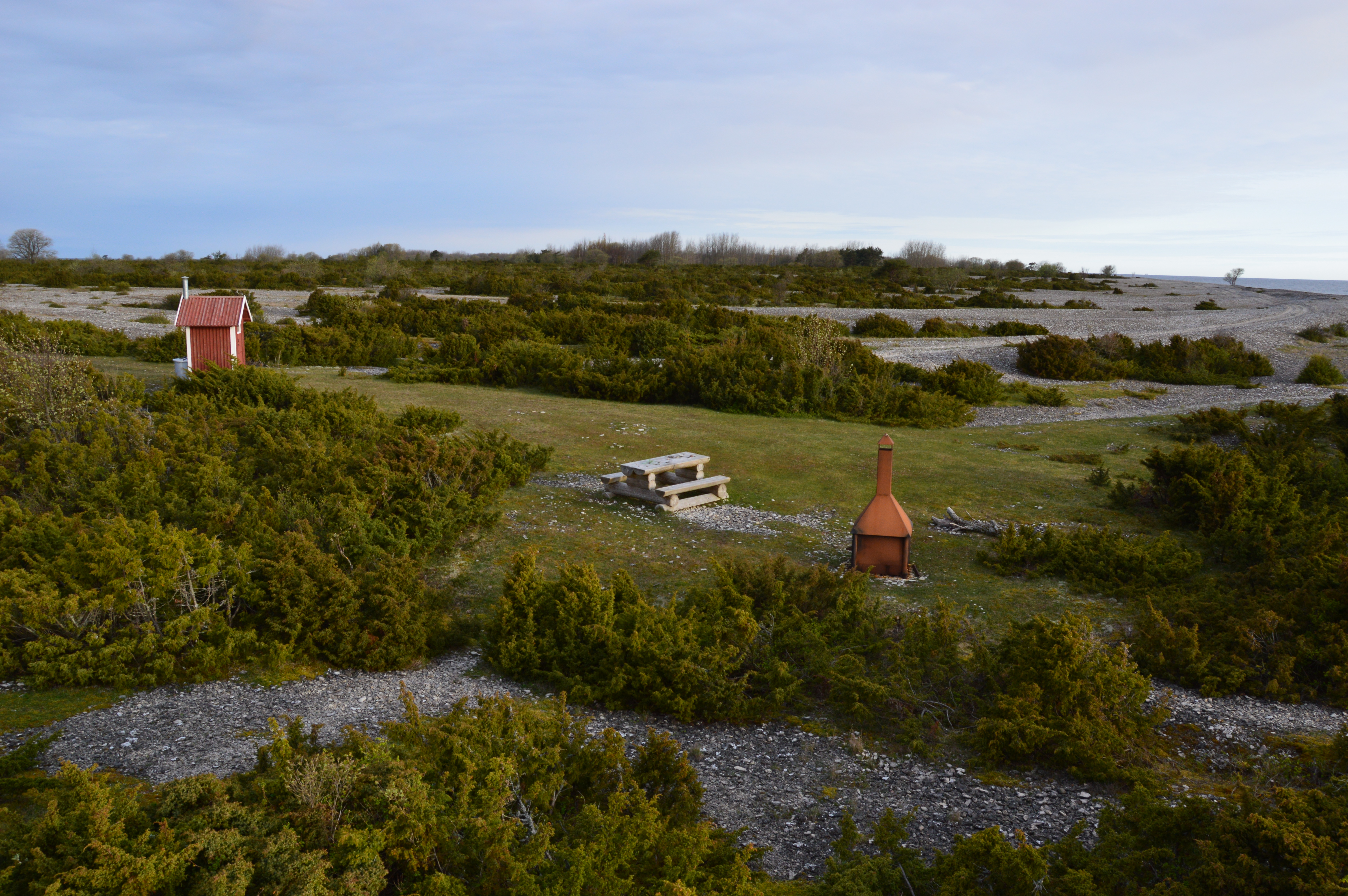
Camping site.
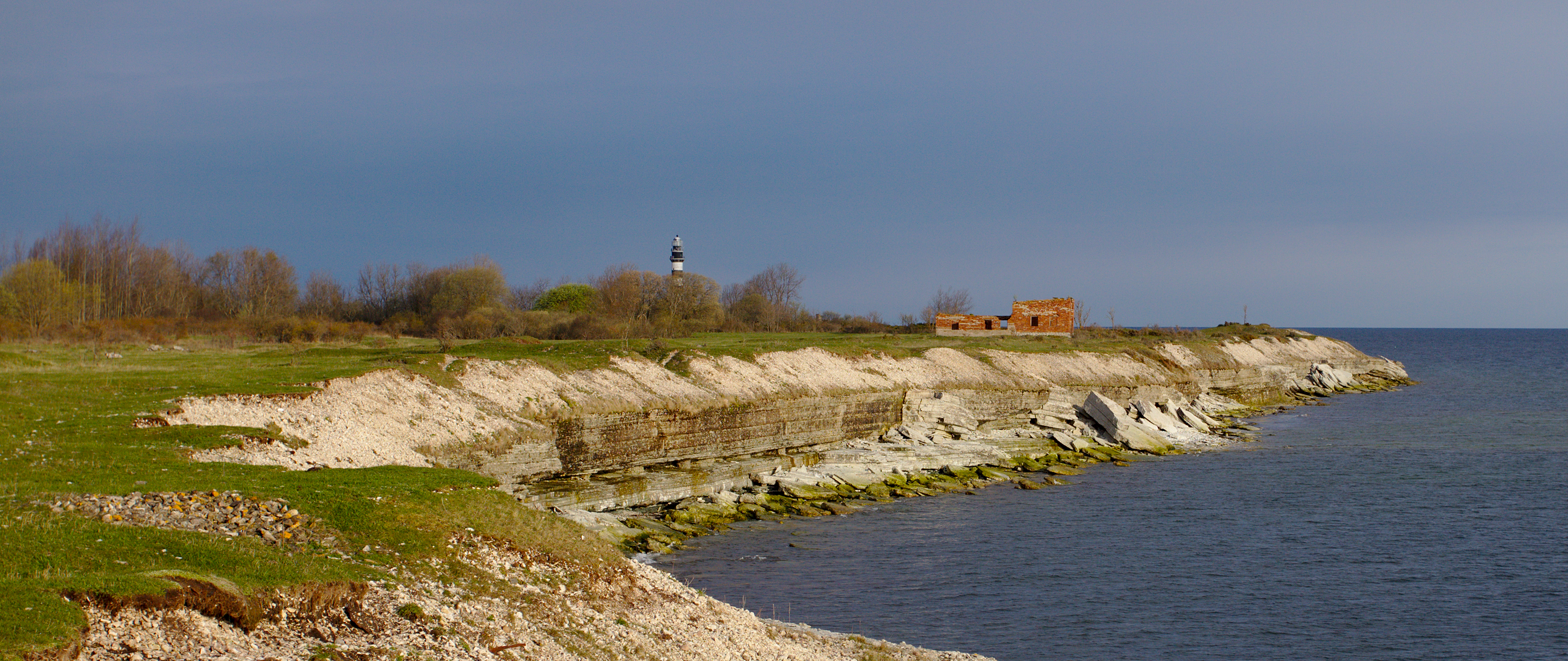
Northeastern coast of Osmussaar.
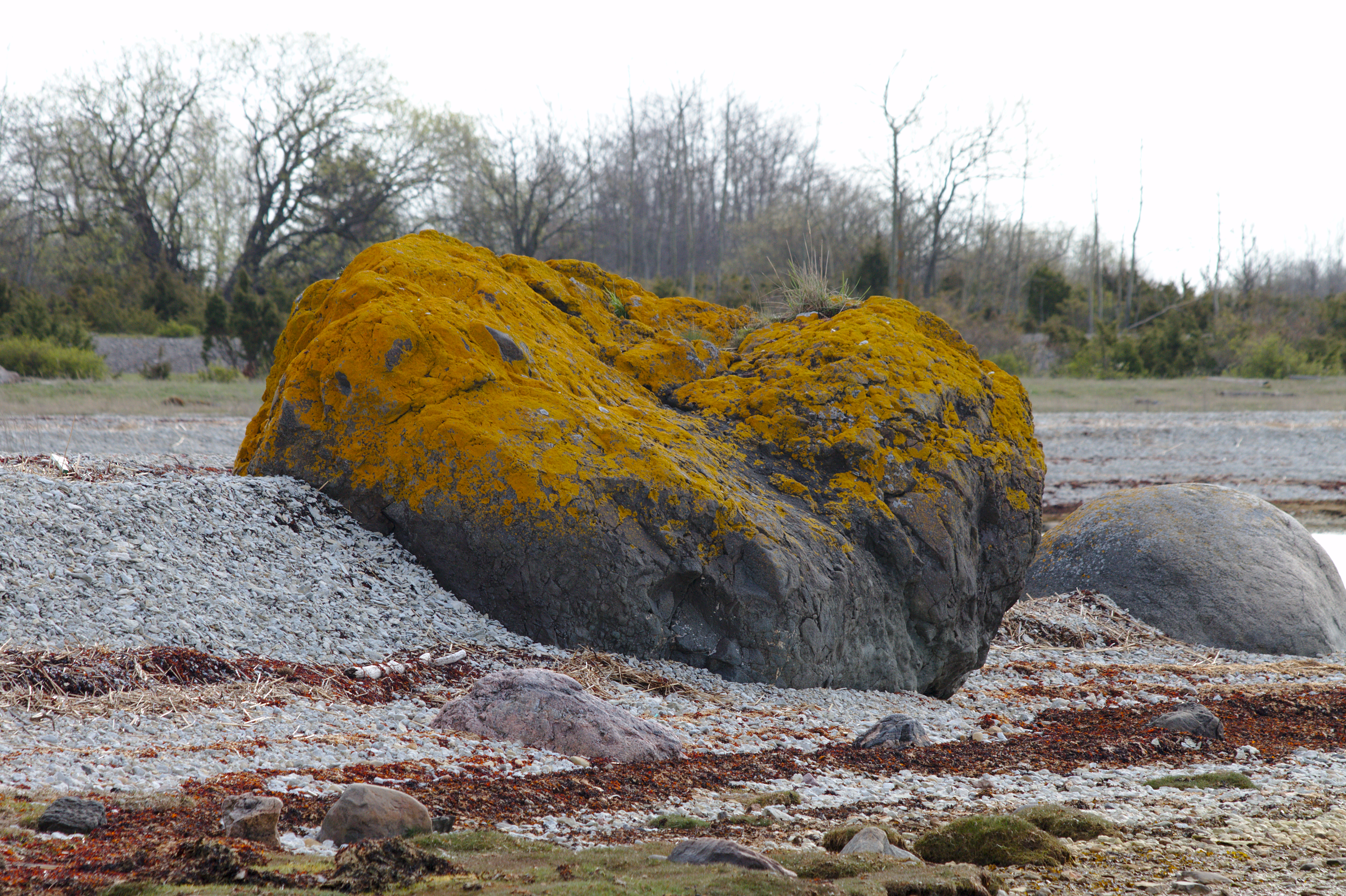
Neugrund breccia.